# Communauté de communes des Côtes de Combrailles
La communauté de communes des Côtes de Combrailles est une communauté de communes française, située dans le département du Puy-de-Dôme en région Auvergne-Rhône-Alpes.

## Historique
Cet EPCI est créé le 20 décembre 1996. En 2010, deux communes portent l'effectif à douze membres : il s'agit des communes de Champs et Gimeaux.
Le projet de schéma départemental de coopération intercommunale (SDCI) du Puy-de-Dôme, dévoilé le 5 octobre 2015, proposait la fusion avec les communes de la communauté de communes du Pays de Menat situées à l'est de la Sioule et Manzat communauté. La fusion de ces trois intercommunalités permettrait la création d'une structure de 29 communes, dont 22 en zone de montagne, pour une population de 18 500 habitants.
Adopté en mars 2016, le SDCI ne modifie pas ce périmètre. Cette fusion est confirmée par un arrêté préfectoral du 19 décembre 2016, rectifié par un autre arrêté du 22 ; la nouvelle structure intercommunale prend le nom de « Communauté de communes Combrailles Sioule et Morge ».

## Territoire communautaire

### Géographie
La communauté de communes est située au nord du département du Puy-de-Dôme, à la limite entre les Combrailles et la plaine de la Limagne. Elle jouxte les intercommunalités Nord Limagne à l'est, Riom-Communauté au sud-est, Volvic Sources et Volcans et Manzat communauté au sud-ouest, Pays de Menat au nord-ouest, et avec le département limitrophe de l'Allier, Sioule, Colettes et Bouble au nord et Bassin de Gannat au nord-est.
Le territoire communautaire est desservi par les autoroutes A71 (liaison de Paris à Clermont-Ferrand), avec un échangeur à Combronde (12.1), ainsi que l'autoroute A89 (liaison de Bordeaux à Clermont-Ferrand et à Lyon), ainsi que la route départementale 2144, ancienne route nationale 144 reliant Montluçon à Riom.

### Composition
La structure intercommunale est composée des douze communes appartenant à l'ancien canton de Combronde.
| Nom                    | Code Insee | Gentilé       | Superficie (km2) | Population (dernière pop. légale) | Densité (hab./km2) |
| ---------------------- | ---------- | ------------- | ---------------- | --------------------------------- | ------------------ |
| Combronde (siège)      | 63116      | Combrondais   | 18,00            | 2 134 (2014)                      | 119                |
| Beauregard-Vendon      | 63035      | Beauregardais | 7,33             | 1 168 (2014)                      | 159                |
| Champs                 | 63082      |               | 15,13            | 390 (2014)                        | 26                 |
| Davayat                | 63135      | Davayères     | 2,33             | 591 (2014)                        | 254                |
| Gimeaux                | 63167      | Gimeaudaires  | 2,19             | 400 (2014)                        | 183                |
| Jozerand               | 63181      |               | 10,76            | 505 (2013)                        | 47                 |
| Montcel                | 63235      | Montcellois   | 9,43             | 458 (2014)                        | 49                 |
| Prompsat               | 63288      | Prompsadaires | 4,23             | 426 (2014)                        | 101                |
| Saint-Hilaire-la-Croix | 63358      |               | 16,21            | 325 (2014)                        | 20                 |
| Saint-Myon             | 63379      |               | 5,51             | 469 (2014)                        | 85                 |
| Teilhède               | 63427      | Teilhédaires  | 11,82            | 422 (2014)                        | 36                 |
| Yssac-la-Tourette      | 63473      | Touretaires   | 2,14             | 367 (2014)                        | 171                |

### Démographie
| 1968  | 1975  | 1982  | 1990  | 1999  | 2008  | 2013  |
| ----- | ----- | ----- | ----- | ----- | ----- | ----- |
| 4 868 | 4 899 | 5 324 | 5 727 | 5 883 | 6 929 | 7 545 |

## Administration

### Siège
Le siège de la communauté de communes est situé à Combronde.

### Les élus
La communauté de communes est gérée par un conseil communautaire composé de 27 membres représentant chacune des communes membres et élus habituellement pour une durée de six ans.
Ils sont répartis comme suit :
| Nombre de délégués | Communes                                                            |
| ------------------ | ------------------------------------------------------------------- |
| 6                  | Combronde                                                           |
| 4                  | Beauregard-Vendon                                                   |
| 2                  | Davayat, Gimeaux, Jozerand, Montcel, Prompsat, Saint-Myon, Teilhède |
| 1                  | Champs, Saint-Hilaire-la-Croix, Yssac-la-Tourette                   |

### Présidence
En 2014, le conseil communautaire a élu son président, Bernard Lambert (maire de Combronde), et désigné ses quatre vice-présidents qui sont :
1. Jean-François Second (maire de Prompsat) ;
2. Marie-Hélène Lamaison (maire d'Yssac-la-Tourette) ;
3. Yannick Drevet (maire de Beauregard-Vendon) ;
4. Sébastien Guillot (maire de Gimeaux).

### Compétences
L'intercommunalité exerce des compétences qui lui sont déléguées par les communes membres.
- Développement économique : création, aménagement, entretien et gestion de zones d'activité industrielle, commerciale, tertiaire, artisanale ou touristique ; actions de développement économique
- Aménagement de l'espace : schémas de cohérence territoriale et de secteur ; création et réalisation de zones d'aménagement concerté ; constitution de réserves foncières ; organisation des transports non urbains
- Environnement et cadre de vie : collecte et traitement des déchets ménagers et assimilés
- Sanitaires et social : aide sociale facultative, centre intercommunal d'action sociale
- Développement et aménagement social et culturel : construction, aménagement, gestion, entretien d'équipements ou d'établissements culturels, socioculturels ou socio-éducatifs, activités péri-scolaires, culturelles et socioculturelles
- Voirie
- Développement touristique
- Logement et habitat : programme local de l'habitat, politique du logement social, opérations programmées d'amélioration de l'habitat

### Régime fiscal et budget
La communauté de communes applique la fiscalité professionnelle unique. Elle possède un potentiel fiscal par habitant de 179,09 euros, légèrement inférieur à la moyenne des communautés de communes du département (198,51 euros).
Les taux d'imposition votés en 2015 étaient les suivants : taxe d'habitation 9,65 %, foncier bâti 0,962 %, foncier non bâti 7,96 %, cotisation foncière des entreprises 23,31 %.